# Voleibol nos Jogos Olímpicos de Verão de 1988 - Masculino
O torneio masculino de voleibol nos Jogos Olímpicos de Verão de 1988 foi realizado na Arena Jamsil, no Ginásio Universitário Hanyang e no Hall Saemaul, Seul, entre 17 de setembro e 2 de outubro e organizado pela Federação Internacional de Voleibol (FIVB) em conjunto com o Comitê Olímpico Internacional (COI).

## Medalhistas
Os Estados Unidos foram campeões olímpicos de voleibol, derrotando a União Soviética na final. A Argentina ganhou o bronze frente ao Brasil.
|  | USA Estados Unidos |  | URS União Soviética |  | ARG Argentina |
|  | Troy Tanner Dave Saunders Jon Root Bob Ctvrtlik Doug Partie Steve Timmons Craig Buck Scott Fortune Ricci Luyties Jeff Stork Eric Sato Karch Kiraly |  | Yury Panchenko Andrey Kuznetsov Vyacheslav Zaytsev Igor Runov Vladimir Shkurikhin Yevgeny Krasilnikov Raimonds Vilde Valery Losev Yury Sapega Oleksandr Sorokalet Yaroslav Antonov Yury Cherednik |  | Claudio Zulianello Daniel Castellani Eduardo Martínez Alejandro Diz Daniel Colla Carlos Weber Hugo Conte Waldo Kantor Raúl Quiroga Jon Uriarte José de Palma Juan Carlos Cuminetti |

## Qualificação
| Torneio de qualificação          | Data                                 | Sede             | Vagas | Qualificados    |  |
| -------------------------------- | ------------------------------------ | ---------------- | ----- | --------------- |  |
| País-sede                        | 30 de setembro de 1981               | Baden-Baden      | 1     | Coreia do Sul   |  |
| Jogos Olímpicos de 1984          | 29 de julho–11 de agosto de 1984     | Los Angeles      | 1     | Estados Unidos  |  |
| Copa do Mundo de 1985            | 22 de novembro–1 de dezembro de 1985 | Japão            | 1     | União Soviética |  |
| Campeonato Mundial de 1986       | 25 de setembro–5 de outubro de 1986  | França           | 1     | Bulgária        |  |
| Campeonato Africano de 1987      | Dezembro de 1987                     | Túnis            | 1     | Tunísia         |  |
| Campeonato Asiático de 1987      | 15–25 de outubro de 1987             | Cidade do Kuwait | 1     | Japão           |  |
| Campeonato Europeu de 1987       | 25 de setembro–3 de outubro de 1987  | Bélgica          | 1     | França          |  |
| Campeonato da NORCECA de 1987    | 12–19 de junho de 1987               | Havana           | 1     | Cuba · Itália   |  |
| Campeonato Sul-americano de 1971 | 20–27 de setembro de 1987            | Montevidéu       | 1     | Brasil          |  |
| 1º Qualificatório Mundial        | 10–17 de maio de 1987                | Brasília         | 1     | Argentina       |  |
| 2º Qualificatório Mundial        | 31 de janeiro–7 de fevereiro de 1988 | Amsterdã         | 1     | Países Baixos   |  |
| 3º Qualificatório Mundial        | 20–25 de maio de 1988                | Florença         | 1     | Suécia          |  |
| Total                            |                                      |                  | 12    |                 |  |

## Composição dos grupos
| Grupo A                   | Grupo B        |
| ------------------------- | -------------- |
| Coreia do Sul (País-sede) | Argentina      |
| Brasil                    | França         |
| Bulgária                  | Japão          |
| Suécia                    | Países Baixos  |
| Itália                    | Tunísia        |
| União Soviética           | Estados Unidos |

## Fase de grupos
Na fase de grupos, as seleções jogaram entre si repartidas em dois grupos de seis equipas cada. Os dois melhores apuraram-se para as semifinais.
- Placar de 3–0 ou 3–1: 3 pontos para o vencedor, nenhum para o perdedor;
- Placar de 3–2: 2 pontos para o vencedor, 1 para o perdedor.

### Grupo A
|  | Equipes classificadas para as semifinais |

|     |                 |     | Jogos | Jogos | Jogos | Resultados | Resultados | Resultados | Resultados | Resultados | Resultados | Sets | Sets | Sets  | Pontos | Pontos | Pontos |
| Pos | Equipe          | Pts | T     | V     | D     | 3–0        | 3–1        | 3–2        | 2–3        | 1–3        | 0–3        | V    | P    | R     | V      | P      | R      |
| --- | --------------- | --- | ----- | ----- | ----- | ---------- | ---------- | ---------- | ---------- | ---------- | ---------- | ---- | ---- | ----- | ------ | ------ | ------ |
| 1   | União Soviética | 13  | 5     | 4     | 1     | 3          | 1          | 0          | 1          | 0          | 0          | 14   | 4    | 3.500 | 248    | 190    | 1.305  |
| 2   | Brasil          | 12  | 5     | 4     | 1     | 1          | 2          | 1          | 1          | 0          | 0          | 14   | 7    | 2,000 | 296    | 225    | 1.316  |
| 3   | Suécia          | 6   | 5     | 2     | 3     | 1          | 0          | 1          | 1          | 1          | 1          | 9    | 11   | 0.818 | 220    | 262    | 0.840  |
| 4   | Bulgária        | 6   | 5     | 2     | 3     | 2          | 0          | 0          | 0          | 1          | 2          | 7    | 9    | 0.778 | 190    | 194    | 0.979  |
| 5   | Itália          | 5   | 5     | 2     | 3     | 1          | 0          | 1          | 0          | 1          | 2          | 7    | 11   | 0.636 | 203    | 222    | 0.914  |
| 6   | Coreia do Sul   | 3   | 5     | 1     | 4     | 0          | 0          | 1          | 1          | 0          | 3          | 5    | 14   | 0.357 | 200    | 264    | 0.758  |

Ordenamento da classificação: 1) Número de vitórias; 2) Pontos; 3) Razão de sets; 4) Razão de pontos; 5) Confronto direto.
- 17 de setembro

|                 |     |               |                             |  |
| Suécia          | 3-2 | Coreia do Sul | 10-15 5-15 15-12 17-15 15-4 |  |
| Brasil          | 3-0 | Itália        | 15-7 15-4 17-15             |  |
| União Soviética | 3-0 | Bulgária      | 15-7 15-9 15-8              |  |

- 19 de setembro

|                 |     |        |                             |  |
| União Soviética | 3-0 | Suécia | 15-8 15-7 16-14             |  |
| Bulgária        | 3-0 | Itália | 15-7 15-8 15-6              |  |
| Coreia do Sul   | 3-2 | Brasil | 19-17 15-8 6-15 11-15 15-12 |  |

- 22 de setembro

|                 |     |               |                            |  |
| Brasil          | 3-1 | Bulgária      | 13-15 15-6 15-12 15-12     |  |
| Itália          | 3-2 | Suécia        | 9-15 15-6 12-15 15-12 15-3 |  |
| União Soviética | 3-0 | Coreia do Sul | 15-6 15-7 15-13            |  |

- 24 de setembro

|                 |     |               |                       |  |
| Brasil          | 3-1 | Suécia        | 15-6 13-15 15-0 15-12 |  |
| Bulgária        | 3-0 | Coreia do Sul | 15-7 15-10 15-8       |  |
| União Soviética | 3-1 | Itália        | 15-9 15-9 12-15 15-12 |  |

- 26 de setembro

|        |     |                 |                            |  |
| Itália | 3-0 | Coreia do Sul   | 15-10 15-7 15-5            |  |
| Brasil | 3-2 | União Soviética | 12-15 9-15 15-8 15-11 15-6 |  |
| Suécia | 3-0 | Bulgária        | 15-11 15-12 15-8           |  |

### Grupo B
|  | Equipes classificadas para as semifinais |

|     |                |     | Jogos | Jogos | Jogos | Resultados | Resultados | Resultados | Resultados | Resultados | Resultados | Sets | Sets | Sets  | Pontos | Pontos | Pontos |
| Pos | Equipe         | Pts | T     | V     | D     | 3–0        | 3–1        | 3–2        | 2–3        | 1–3        | 0–3        | V    | P    | R     | V      | P      | R      |
| --- | -------------- | --- | ----- | ----- | ----- | ---------- | ---------- | ---------- | ---------- | ---------- | ---------- | ---- | ---- | ----- | ------ | ------ | ------ |
| 1   | Estados Unidos | 14  | 5     | 5     | 0     | 3          | 1          | 1          | 0          | 0          | 0          | 15   | 3    | 5,000 | 263    | 155    | 1.697  |
| 2   | Argentina      | 10  | 5     | 3     | 2     | 2          | 1          | 0          | 1          | 0          | 1          | 11   | 7    | 1.571 | 219    | 211    | 1.038  |
| 3   | França         | 9   | 5     | 3     | 2     | 2          | 1          | 0          | 0          | 1          | 1          | 10   | 7    | 1.429 | 222    | 190    | 1.168  |
| 4   | Países Baixos  | 9   | 5     | 3     | 2     | 2          | 1          | 0          | 0          | 1          | 1          | 10   | 7    | 1.429 | 202    | 183    | 1.104  |
| 5   | Japão          | 3   | 5     | 1     | 4     | 1          | 0          | 0          | 0          | 2          | 2          | 5    | 12   | 0.417 | 182    | 225    | 0.809  |
| 6   | Tunísia        | 0   | 5     | 0     | 5     | 0          | 0          | 0          | 0          | 0          | 5          | 0    | 15   | 0,000 | 101    | 225    | 0.449  |

Ordenamento da classificação: 1) Número de vitórias; 2) Pontos; 3) Razão de sets; 4) Razão de pontos; 5) Confronto direto.
- 17 de setembro

|                |     |         |                      |  |
| Países Baixos  | 3-1 | França  | 8-15 15-7 15-11 15-7 |  |
| Estados Unidos | 3-0 | Japão   | 15-13 15-12 15-2     |  |
| Argentina      | 3-0 | Tunísia | 15-5 15-11 15-6      |  |

- 19 de setembro

|                |     |               |                         |  |
| Estados Unidos | 3-1 | Países Baixos | 15-7 12-15 15-1 15-11   |  |
| França         | 3-0 | Tunísia       | 15-10 15-3 15-9         |  |
| Argentina      | 3-1 | Japão         | 15-11 15-12 11-15 15-11 |  |

- 22 de setembro

|                |     |           |                             |  |
| Estados Unidos | 3-2 | Argentina | 11-15 11-15 15-4 17-15 15-7 |  |
| França         | 3-1 | Japão     | 10-15 15-10 17-15 15-12     |  |
| Países Baixos  | 3-0 | Tunísia   | 15-6 15-10 15-5             |  |

- 24 de setembro

|                |     |               |                  |  |
| Estados Unidos | 3-0 | França        | 17-15 15-6 15-13 |  |
| Japão          | 3-0 | Tunísia       | 15-4 15-11 15-7  |  |
| Argentina      | 3-0 | Países Baixos | 15-11 15-7 15-8  |  |

- 26 de setembro

|                |     |           |                |  |
| França         | 3-0 | Argentina | 15-7 15-5 15-5 |  |
| Estados Unidos | 3-0 | Tunísia   | 15-4 15-6 15-4 |  |
| Países Baixos  | 3-0 | Japão     | 15-7 15-4 15-8 |  |

## Fase final
Na fase final as seleções disputaram, no máximo, mais três jogos (para as equipas que discutiram as medalhas), em formato de eliminatória.
|  | Semifinal       | Semifinal      |   |              | Final               | Final |  |
|  |                 |                |   |              |                     |       |  |
|  | 30 de setembro  |                |   |              |                     |       |  |
|  | União Soviética | 3              |   |              |                     |       |  |
|  | Argentina       | 0              |   |              |                     |       |  |
|  |                 |                |   |              |                     |       |  |
|  |                 |                |   |              | 2 de outubro        |       |  |
|  |                 |                |   |              | União Soviética     | 1     |  |
|  |                 | Estados Unidos | 3 |              |                     |       |  |
|  |                 |                |   |              |                     |       |  |
|  |                 |                |   |              |                     |       |  |
|  |                 |                |   |              | Disputa pelo bronze |       |  |
|  | 30 de setembro  | 30 de setembro |   | 2 de outubro | 2 de outubro        |       |  |
|  | Brasil          | 0              |   | Argentina    | 3                   |       |  |
|  | Estados Unidos  | 3              |   |              | Brasil              | 2     |  |

- 30 de setembro — semi-finais

|                 |     |           |                  |  |
| União Soviética | 3-0 | Argentina | 15-11 17-15 15-8 |  |
| Estados Unidos  | 3-0 | Brasil    | 15-3 15-5 15-11  |  |

- 28 de setembro — classificação 5º-12º lugar

|               |     |               |                              |  |
| Países Baixos | 3-2 | Suécia        | 15-10 13-15 8-15 15-11 16-14 |  |
| Bulgária      | 3-0 | França        | 15-8 15-12 15-11             |  |
| Itália        | 3-0 | Tunísia       | 15-2 15-2 15-5               |  |
| Japão         | 3-2 | Coreia do Sul | 13-15 6-15 15-9 15-13 15-9   |  |

- 30 de setembro — jogo de classificação 11-12

|               |     |         |                 |  |
| Coreia do Sul | 3-0 | Tunísia | 15-11 15-9 15-7 |  |

- 30 de setembro — jogo de classificação 9-10

|        |     |       |                              |  |
| Itália | 3-2 | Japão | 15-11 15-11 12-15 13-15 15-7 |  |

- 1 de outubro — jogo de classificação 7-8

|        |     |        |                             |  |
| Suécia | 3-2 | França | 12-15 15-5 8-15 15-12 15-12 |  |

- 1 de outubro — jogo de classificação 5-6

|               |     |          |                 |  |
| Países Baixos | 3-0 | Bulgária | 15-6 15-8 15-10 |  |

- 2 de outubro — jogo de classificação 3-4

|           |     |        |                             |  |
| Argentina | 3-2 | Brasil | 15-10 15-17 15-8 12-15 15-9 |  |

- 2 de outubro — final

|                |     |                 |                       |  |
| Estados Unidos | 3-1 | União Soviética | 13-15 15-10 15-4 15-8 |  |

## Classificação final
Esta foi a classificação final do torneio:
| Pos.              | Equipe          |
| ----------------- | --------------- |
| Medalha de ouro   | Estados Unidos  |
| Medalha de prata  | União Soviética |
| Medalha de bronze | Argentina       |
| 4                 | Brasil          |
| 5                 | Países Baixos   |
| 6                 | Bulgária        |
| 7                 | Suécia          |
| 8                 | França          |
| 9                 | Itália          |
| 10                | Japão           |
| 11                | Coreia do Sul   |
| 12                | Tunísia         |